# Centru (Kiszyniów)
Centru – jeden z pięciu sektorów w stolicy Mołdawii, Kiszyniowie. W 2013 roku liczył 94,8 tys. mieszkańców.
Na terenie sektora znajdują się m.in. Pałac prezydencki, Budynek parlamentu Republiki Mołdawii, Łuk triumfalny, Sobór Narodzenia Pańskiego, Państwowy Uniwersytet Mołdawski, Narodowe Muzeum Historii Mołdawii.
W sektorze znajdują się placówki dyplomatyczne m.in. Ambasada RP, Ambasada Stanów Zjednoczonych, Ambasada Republiki Federalnej Niemiec.

## Historia
Jako jednostka administracyjna w obrębie Kiszyniowa sektor został ustanowiony w 1941 r. jako rejon Lenina (rum. raionul Lenin), 25 lipca 1991 r. uzyskał obecny status i nazwę.